# Малкантон (Тревизо)
Малкантон је насеље у Италији у округу Тревизо, региону Венето.
Према процени из 2011. у насељу је живело 128 становника. Насеље се налази на надморској висини од 12 м.